# Мислешево
Мислешево или Мишлешево (на македонска литературна норма: Мислешево) е село в Северна Македония, в Община Струга.

## География
Селото е разположено в южната част на Стружкото поле на пътя Струга - Охрид.

## История
В XIX век Мислешево е българско село в Стружка нахия на Охридска каза на Османската империя. В „Етнография на вилаетите Адрианопол, Монастир и Салоника“, издадена в Константинопол в 1878 година и отразяваща статистиката на населението от 1873 година, Мишлешево (Michléchovo) е посочено като село с 80 домакинства, като жителите му са 210 българи.
Според Васил Кънчов в 90-те години Мишлешово има 60 къщи. Според статистиката му („Македония. Етнография и статистика“) в 1900 година Мишлешево има 700 жители българи християни.
На Етнографската карта на Битолския вилает на Картографския институт в София от 1901 година Мислешево е чисто българско село в Охридската каза на Битолския санджак с 62 къщи.
Цялото християнско население на селото е под върховенството на Българската екзархия. По данни на секретаря на екзархията Димитър Мишев („La Macédoine et sa Population Chrétienne“) в 1905 година в Мишлешово има 504 българи екзархисти и в селото функционира българско училище. В 1907 година Яким Деребанов пише в свой рапорт, че Мишлешово има 74 къщи и 545 жители, българи. Той отбелязва:
| „ | ...преди 50-60 години е било чифлик с 20 къщи, но постепенно селяните купували имущества и станало село със собствена земя... Орната земя е добра и може охолно да се препитава населението, но се обработва постарому - икономическото положение е добро. Има неколцина, които отиват в чужбина, на немат никакъв занаят. | “ |

При избухването на Балканската война в 1912 година 4 души от Мислешево са доброволци в Македоно-одринското опълчение.
Според преброяването от 2002 година селото има 3507 жители.
| Националност     | Всичко |
| северномакедонци | 2791   |
| албанци          | 527    |
| турци            | 28     |
| роми             | 13     |
| власи            | 66     |
| сърби            | 15     |
| бошняци          | 0      |
| други            | 67     |

В селото има църкви „Свети Йоан Кръстител“, „Свети Климент“, „Въведение на Пресвета Богородица“, осветена в 1992 година и по-късно изградена в по-големи размери и осветена на 9 септември 2007 година от митрополит Тимотей Дебърско-Кичевски.

## Личности
Родени в Мислешево
- Вангел Стевов Мижимаков, български революционер от ВМОРО[10]
- Милан Климов Мижимаков, български революционер от ВМОРО.[10]
- Тане Прентов, български революционер, деец на ВМОРО[11]
- Христо Прентов, български революционер, деец на ВМОРО[11]